# Joan Aregio i Navarro
Joan Aregio i Navarro (Tarragona, 14 d'abril de 1960) és un advocat i polític català, militant de Convergència Democràtica de Catalunya des de 1989 i del Partit Demòcrata Europeu Català des de la seva fundació.
Aregio és llicenciat en Dret per la Universitat de Barcelona i va exercir d'advocat per a la Confederació Hidrogràfica del Pirineu Oriental, antecessora de l'Agència Catalana de l'Aigua, entre 1985 i 1988. Ha estat vicepresident i director general de l'empresa pública Administració, Promoció i Gestió.
Ha estat conseller de l'Ajuntament de Tarragona per Convergència i Unió, partit del que fou candidat a l'alcaldia de la ciutat a les eleccions municipals de 2007, tot i que no va poder revalidar les victòries de l'alcalde Joan Miquel Nadal.
Aregio va presidir també la Diputació de Tarragona entre 2003 i 2007.
D'altra banda, Joan Aregio va ser el president de la Colla Jove Xiquets de Tarragona entre 1988 i 1991.
El gener de 2011 Aregio va ser anomenat director del Servei Català de Trànsit tot i els seus pocs coneixements d'aquest sector, en aquest càrrec va estar fins al mes de febrer de 2013.
De 2014 a 2016 fou secretari d'Ocupació i Relacions Laborals del Departament d'Empresa i Ocupació. A partir de gener de 2016 és titular de la Secretaria d'Empresa i Competitivita del Departament d'Empresa i Coneixement.